# Elfie Tromp
Elfie Tromp (Rotterdam, 30 oktober 1985) is een Nederlands schrijver, columnist en theatermaakster.

## Biografie
Tromp studeerde 'Writing for Performance' aan de Hogeschool voor de Kunsten Utrecht. In 2013 debuteerde ze bij Lebowski Publishers/Top Notch met haar roman Goeroe, die gaat over een meisje dat de nieuwe Jomanda wil worden. De roman belandde op de shortlist van het Beste Rotterdamse Boek 2013.
In hetzelfde jaar won Tromp de VPRO-Bagagedrager, een prijs voor jonge reisjournalisten. Met dit stipendium reisde ze af naar de World Dog Show in Boedapest, waarover ze de non-fictie novelle Alfateef schreef.
Na een geschil over haar contract bij Lebowski, waarin haar werd opgedragen 15 procent van haar inkomsten van optredens en lezingen af te dragen, verliet Tromp in 2015 de uitgever en stapte over naar De Geus. Daar verscheen in 2015 haar tweede roman Underdog, uitgegeven als Grote Lijster. Deze roman werd genomineerd voor de Dioraphte literatuurprijs en de BNG Bank Literatuurprijs.
De Stichting Collectieve Propaganda van het Nederlandse Boek (CPNB) benoemde haar zomerdichter van 2020. In oktober 2021 verscheen haar nieuwe roman Pieta, een mozaiekvertelling over een stad onder druk. In een land dat Nederland zou kunnen zijn, staat een beeld van een omstreden generaal. Er zijn mensen die dat beeld weg willen hebben. Er zijn ook mensen die het koste wat kost willen laten staan. Een mysterieuze jongen klimt het beeld in. En dan komt de situatie op scherp te staan.
Ze schrijft columns voor oa Nieuws BV en Vroege Vogels.
Daarnaast maakt ze muziektheater. Momenteel speelt ze de feministische punkcabaretshow Op de Barricade van het Hart.
In 2023 en 2024 was zij stadsdichter van Rotterdam.

### Overige activiteiten
Tromp schreef sinds 2013 als vaste columnist voor het dagblad Metro en was hoofdredacteur van het geïllustreerd literair tijdschrift Strak, dat door haar en Jerry Hormone in 2011 werd opgericht. Tromp schreef onder andere voor de Volkskrant, Joop.nl en Passionate.
In december 2016 nam Tromp deel aan de televisiequiz De Slimste Mens.
Tromp treedt ook op en maakt webcasts voor onder andere de VPRO.
In mei 2017 was ze een van de ondertekenaars van het pamflet waarin meer dan honderd vrouwen adverteerders opriepen om niet langer te adverteren op het weblog GeenStijl dat vol zou staan met seksisme, racisme en homofobie. In maart 2019 kreeg ze veel kritiek van Alt-right-journalisten vanwege een column in De Nieuws BV, waarin ze naar aanleiding van rellen in Urk in de voorafgaande week zei dat wat haar betreft de dijken bij het vissersdorp mochten worden doorgestoken.
In 2021 was ze columnist bij Vroege Vogels radio.

## Privé
Tromp woont in Rotterdam en had van 2009 tot 2016 een relatie met schrijver, columnist en muzikant Jerry Hormone. Ze heeft een relatie met schrijver en presentator Cesar Majorana.